# Skuldelev 6

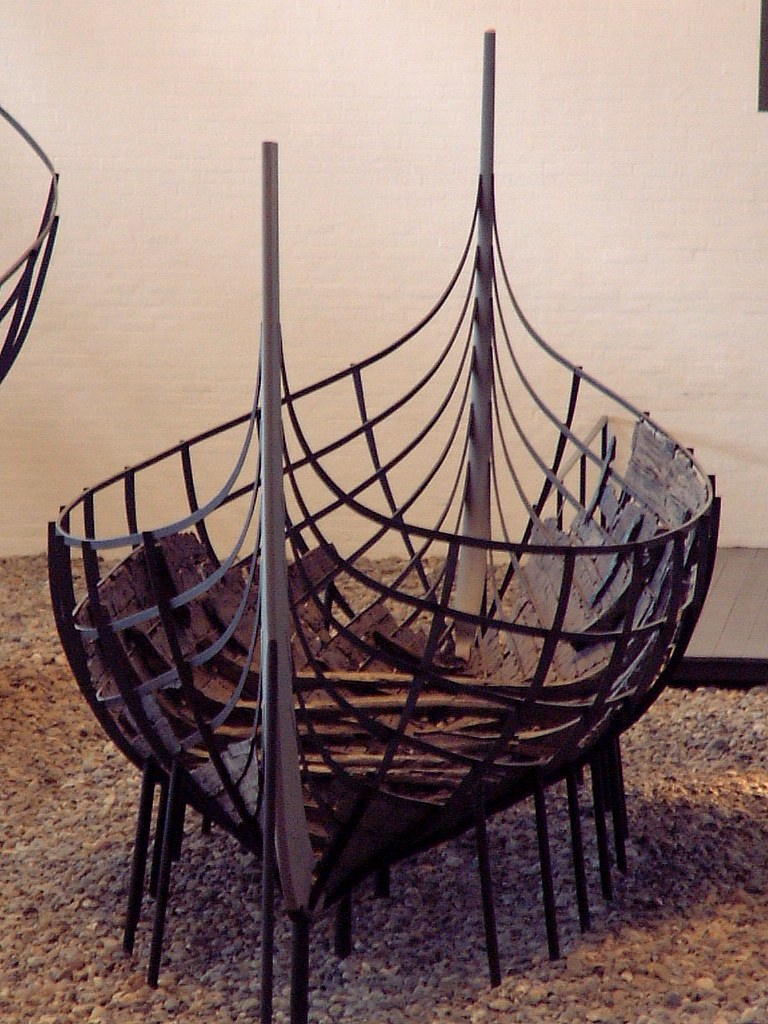
Resterna av Skuldelev 6 på Vikingaskeppsmuseet i Roskilde.

Skuldelev 6 är ett vikingaskepp som påträffades i Skuldelevsavspärrningen i Roskildefjorden i Danmark. Det är numera utställt på Vikingaskeppsmuseet i Roskilde.
Skeppet har varit omkring 11 meter långt och 2,5 meter brett och har haft 14 åror. Det är byggt på samma plats som Skuldelev 1 i närheten av Sognefjorden på Norges västkust. Skeppet är huvudsakligen byggt av furu, men också av flera andra träslag och har daterats till omkring 1030. Det användes troligen ursprungligen till fiske i de norska fjordarna men har senare byggts om till godstransport. Bordläggningen höjdes med ytterligare en planka så att lasten kunde ökas och man minskade antalet åror. 70 procent av skeppet har kunnat bärgas, men stäven saknas.
Vikingaskeppsmuseet har byggt två repliker av vikingaskeppet. Kraka Fyr, som byggdes 1998, har stäv efter den danskbyggda Skuldelev 3 medan Skjoldungen från 2010 har en stäv som påminner om den som har hittats på vikingaskepp vid utgrävningar i Norge.
Båda skeppen ligger förtöjda vid Vikingaskeppsmuseet när de inte seglar i danska farvatten.